# Liste der Orgeln im Landkreis Leer
Die Liste der Orgeln im Landkreis Leer umfasst alle erhaltenen Orgeln im Landkreis Leer (Ostfriesland). Sie ist eine Ergänzung zum Hauptartikel Orgellandschaft Ostfriesland, in dem sich weitere Literatur findet.
Im Landkreis stehen 110 Pfeifenorgeln, von denen 45 älter als 100 Jahre sind. Das älteste Pfeifenmaterial befindet sich in der Orgel der Großen Kirche Leer und geht auf ein Instrument von Marten de Mare aus dem Jahr 1609 zurück. In der benachbarten Lutherkirche steht mit 39 Registern die größte Orgel des Landkreises. Sie ist ein Neubau von Jürgen Ahrend aus Leer-Loga, der elf Neubauten im Landkreis schuf, bis 1971 zusammen mit Gerhard Brunzema. Die Firma Alfred Führer aus Wilhelmshaven baute mit mehr als 20 Neubauten die meisten Orgeln in diesem Gebiet. Die Neubauten entstanden in den 1950er bis 1980er Jahren. Außerdem restaurierte die Firma in diesem Zeitraum einige historische Instrumente.
In der vierten Spalte sind die hauptsächlichen Erbauer angeführt; eine Kooperation mehrerer Orgelbauer wird durch Schrägstrich angezeigt, spätere Umbauten durch Komma. In der sechsten Spalte bezeichnet die römische Zahl die Anzahl der Manuale, ein großes „P“ ein selbstständiges Pedal, ein kleines „p“ ein nur angehängtes Pedal und die arabische Zahl die Anzahl der klingenden Register. Die vorletzte Spalte führt die letzte umfassende Restaurierung an.

## Liste der Orgeln
| Ort                | Gebäude                             | Bild | Orgelbauer                                                           | Jahr                                  | Manuale | Register | Anmerkungen |
| ------------------ | ----------------------------------- | ---- | -------------------------------------------------------------------- | ------------------------------------- | ------- | -------- | --- |
| Amdorf             | Amdorfer Kirche                     |      | Heinrich Wilhelm Eckmann                                             | 1773                                  | I/p     | 9        | 2004 Restaurierung durch Martin ter Haseborg; weitgehend erhalten |
| Backemoor          | St. Laurentius und St. Vincenz      |      | Johann Friedrich Wenthin                                             | 1783                                  | I/p     | 12       | Restaurierungen 1974/1978/1982 durch Alfred Führer, 2008 durch Mense Ruiter und 2019/2020 Restaurierung durch Hendrik Ahrend; weitgehend erhalten; mit dem einzigen originalen Gambenregister aus dem 18. Jh. → Orgel                                          |
| Bingum             | Matthäikirche                       |      | Ahrend & Brunzema                                                    | 1969                                  | II/P    | 13       | im Stil des Strukturalismus |
| Böhmerwold         | Böhmerwolder Kirche                 |      | Johann Gottfried Rohlfs                                              | 1828                                  | I/p     | 7        | unter Verwendung älterer Pfeifen; 1989 Restaurierung durch Krummhörner Orgelwerkstatt; weitgehend erhalten → Orgel |
| Borkum             | Christuskirche                      |      | Rudolf Janke                                                         | 1980                                  | II/P    | 16       | |
| Borkum             | Reformierte Kirche                  |      | Karl Schuke                                                          | 1973                                  | II/P    | 18       | 2005 Restaurierung durch Bartelt Immer |
| Borkum             | Maria Meeresstern                   |      | Orgelbau Kreienbrink                                                 | 1970                                  | II/P    | 10       | |
| Breinermoor        | St. Sebastian und St. Vincenz       |      | Gerd Sieben Janssen                                                  | um 1874                               | I/P     | 9        | 2006 Restaurierung durch Martin Wurm; Gehäuse und teilweise Pfeifenwerk erhalten |
| Bunde              | Evangelisch-altreformierte Kirche   |      | Alfred Führer                                                        | 1979–1980                             | II/P    | 13       | neues Modell einer Gemeindegesangorgel → Orgel der altreformierten Kirche (Bunde) |
| Bunde              | Emmauskirche                        |      | Paul Ott                                                             | 1971                                  | II/P    | 12       | |
| Bunde              | Reformierte Kirche                  |      | Hinrich Just Müller, Karl Schuke                                     | 1793, 1965                            | II/P    | 23       | Prospekt erhalten → Orgel |
| Burlage            | Lutherische Kirche                  |      | Alfred Führer                                                        | 1963                                  | I/p     | 5        | |
| Collinghorst       | Dreifaltigkeitskirche               |      | Johann Gottfried Rohlfs                                              | 1838                                  | I/p     | 7        | 2007 Restaurierung durch Bartelt Immer; weitgehend erhalten |
| Critzum            | Critzumer Kirche                    |      | Eberhard Friedrich Walcker                                           | 1939                                  | I/p     | 6        | Umbau einer ursprünglichen Schulorgel (Anfang 19. Jh.), 1964 überführt; neogotischer Prospekt |
| Detern             | St.-Stephani-und-Bartholomäi-Kirche |      | Wilhelm Eilert Schmid                                                | 1819                                  | I/p     | 12       | Restaurierungen 1981 durch Alfred Führer und 2002 durch Martin ter Haseborg; weitgehend erhalten |
| Ditzum             | Ditzumer Kirche                     |      | Karl Schuke                                                          | 1965                                  | II/P    | 13       | |
| Ditzumerverlaat    | Reformierte Kirche                  |      | Ernst Leeflang                                                       | 1970                                  | II/P    | 9        | 1997 Überholung und Registertausch durch Regina Stegemann (Regal 8′ durch Sesquialtera II ersetzt) |
| Driever            | Reformierte Kirche                  |      | Gebr. Rohlfing                                                       | 1885                                  | I/P     | 10       | 2006 Restaurierung durch Bartelt Immer; nahezu vollständig erhalten |
| Esklum             | Esklumer Kirche                     |      | Gerd Sieben Janssen, Bartelt Immer                                   | 1855, 2008                            | I/P     | 8        | 2008/2016 Restaurierungen durch Bartelt Immer; Gehäuse erhalten; Pfeifeninnenwerk rekonstruiert |
| Filsum             | St.-Paulus-Kirche                   |      | Alfred Führer                                                        | 1961                                  | II/P    | 16       | 2010 Umbau durch Orgelbau in Ostfriesland (Gedacktbass 8' statt Rauschpfeife im Pedal, Rohrflöte 8' aus Quintade 8' im HW) |
| Firrel             | Andreaskirche                       |      | Hendrik Jan Vierdag, Harm Dieder Kirschner                           | 1969–1971, 2002                       | I/P     | 11       | 2002 Umbau durch Harm Dieder Kirschner (Octaafbass 8' statt Praestant 4' im Pedal) |
| Firrel             | Baptistenkirche                     |      | Hendrik Jan Vierdag                                                  | 1971                                  | I/p     | 5        | |
| Flachsmeer         | Auferstehungskirche                 |      | Alfred Führer                                                        | 1966–1967                             | I/P     | 7        | 2015 Ergänzung um ein Pedalregister |
| Flachsmeer         | St. Bernhard                        |      | Unbekannt, Carl Haupt, Speith                                        | 1776, 1908, 1976                      | II/P    | 12       | ursprünglich für St. Michael in Leer gebaut, 1908 umgebaut und 1867 nach Flachsmeer verkauft; 1976 vollständig umgebaut durch Speith |
| Gandersum          | Gandersumer Kirche                  |      | Unbekannt, Winold van der Putten                                     | (18. Jh.) 1990–1991                   | I       | 5        | 1990–1991 Rekonstruktion durch Winold van der Putten unter Verwendung älterer Reste |
| Großwolde          | Großwolder Kirche                   |      | Gerd Sieben Janssen                                                  | 1883–1884                             | I/p     | 8        | teilweise erhalten |
| Grotegaste         | St. Johannes Baptist                |      | Gerd Sieben Janssen, P. Furtwängler & Hammer                         | 1854, 1919                            | II/P    | 12       | 2005 Restaurierung durch Bartelt Immer; Prospekt von Janssen, Prospektpfeifen und Innenwerk von 1919 |
| Hatshausen         | Maria-Magdalena-Kirche              |      | Johann Friedrich Constabel, Alfred Führer                            | um 1750, 1975–1976                    | I/p     | 5        | ursprünglich für die Reformierte Kirche (Loga) gebaut; Prospekt in Hatshausen erhalten |
| Hatzum             | St.-Sebastians-Kirche               |      | Ahrend & Brunzema                                                    | 1964                                  | I/p     | 7        | mit Flügeltüren |
| Hesel              | Liudgerikirche                      |      | Alfred Führer, Harm Dieder Kirschner                                 | 1961–1962, 2005                       | II/P    | 13       | 2005 Restaurierung und Umdisponierung durch Harm Dieder Kirschner; seitliches Schnitzwerk von Johann Friedrich Wenthin (1793) |
| Hesel              | Kreuzgemeinde (SELK)                |      | Wolfgang Böttner                                                     | 1989                                  | II/P    | 12       | |
| Hollen             | Christus-Kirche                     |      | Alfred Führer                                                        | 1987–1989                             | I/P     | 12       | Das Gehäuse ist der neogotischen Vorgängerorgel von Johann Martin Schmid (1896) nachempfunden. |
| Holterfehn         | Lutherische Kirche                  |      | Hans Wolf                                                            | 1966                                  | I/p     | 5        | |
| Holtgaste          | Liudgeri-Kirche                     |      | Arnold Rohlfs                                                        | 1864–1865                             | I/p     | 7        | 1991 Restaurierung durch Krummhörner Orgelwerkstatt; unverändert erhalten (nur Gebläse elektrisch) → Orgel |
| Holthusen          | Holthuser Kirche                    |      | Johann Diepenbrock, Alfred Führer                                    | 1889, 1970                            | II/P    | 13       | Prospekt erhalten |
| Holtland           | Marienkirche                        |      | Johann Gottfried Rohlfs                                              | 1810–1813                             | II/p    | 14       | 1981–1982 Restaurierung durch Alfred Führer; einzige zweimanualige Brüstungsorgel in Ostfriesland; weitgehend erhalten |
| Idafehn            | Ev.-luth. Kirche                    |      | Alfred Führer                                                        | 1953                                  | I/P     | 6        | |
| Ihrenerfeld        | Ihrenerfelder Kirche                |      | P. Furtwängler & Hammer                                              | 1916                                  | II/P    | 7        | |
| Ihrhove            | Altreformierte Kirche               |      | Thomas J. Robson                                                     | um 1867                               | II/P    | 13       | englische Orgel; 1989–1990 Restaurierung und neues Gehäuse durch Fa. Hendriksen & Reitsma, Register weitgehend erhalten |
| Ihrhove            | Reformierte Kirche                  |      | Alfred Führer                                                        | 1967                                  | II/P    | 16       | 1995 Restaurierung durch Alfred Führer |
| Jemgum             | Reformierte Kirche                  |      | Joseph William Walker                                                | 1844                                  | II/P    | 19       | englische Orgel; 2007 Restaurierung durch Fokke Rinke Feenstra; weitgehend erhalten → Orgel |
| Jheringsfehn       | Jheringsfehner Kirche               |      | Gerd Sieben Janssen, Alfred Führer                                   | 1865, 1961, 1991                      | II/P    | 15       | 1961 und 1991 Umbau und Erweiterung durch Alfred Führer; Gehäuse und vier Register von Gerd Sieben Janssen erhalten |
| Kirchborgum        | Kirchborgumer Kirche                |      | Gebr. Rohlfs                                                         | 1876–1878                             | I/P     | 8        | weitgehend erhalten |
| Landschaftspolder  | Landschaftspolder Kirche            |      | Gerhard Janssen Schmid, Krummhörner Orgelwerkstatt                   | 1814, 1987–1988                       | I/p     | 5        | 1988 Neubau im Stil von Schmid durch die Krummhörner Orgelwerkstatt → Orgel |
| Langholt           | Trinitatiskirche                    |      | Alfred Führer                                                        | 1953                                  | II/P    | 9        | |
| Leer               | Baptistenkirche                     |      | Alfred Führer                                                        | 1960                                  | I/P     | 5        | Orgelpositiv; die Mixtur ist in Bass/Diskant aufgeteilt |
| Leer               | Borromäus-Hospital                  |      | Speith                                                               | 1986–1987                             | II/P    | 9        | |
| Leer               | Christuskirche                      |      | Gebr. Hillebrand                                                     | 1963–1965                             | II/P    | 17       | Instandsetzungen 1998 durch Martin ter Haseborg und 2012 durch Harm Dieder Kirschner, 2012 Octavbass 8′ statt Rauschpfeife im Pedal |
| Leer               | Große Kirche                        |      | Marten de Mare, Albertus Antonius Hinsz, Paul Ott, Ahrend & Brunzema | 1609, 1763–1766, 1953–1955, 1963–1971 | III/P   | 48       | 2014–2018 Restaurierung durch Hendrik Ahrend; gewachsener Bestand aus über 400 Jahren → Orgel der Großen Kirche (Leer) |
| Leer               | Große Kirche (Gemeindesaal)         |      | Ahrend & Brunzema                                                    | 1958                                  | I       | 4        | Orgelpositiv |
| Leer               | Lutherkirche                        |      | Hinrich Just Müller, Jürgen u. Hendrik Ahrend                        | 1793, 2002                            | III/P   | 39       | hinter historischem Prospekt; 5. Orgelneubau in 300 Jahren → Orgel |
| Leer               | Mennonitenkirche                    |      | Wilhelm Eilert Schmid, Brond de Grave Winter                         | 1825–1826, 1860                       | I/P     | 9        | 1860 Neubau unter Verwendung des vorhandenen Gehäuses; 2013 Restaurierung durch Winold van der Putten; weitgehend erhalten |
| Leer               | Katholisch-Apostolische Kirche      |      | Jürgen Ahrend                                                        | 2007–2008                             | II/P    | 10       | romantische Disposition |
| Leer               | St. Michael                         |      | Alfred Führer                                                        | 1972                                  | II/P    | 14       | |
| Leer-Heisfelde     | Reformierte Kirche                  |      | Ahrend & Brunzema                                                    | 1962                                  | I/p     | 5        | |
| Leer-Heisfelde     | Pauluskirche                        |      | Paul Ott                                                             | 1959–1962                             | II/P    | 13       | |
| Leer-Logaerfeld    | Petruskirche                        |      | Rudolf von Beckerath                                                 | 1982/1984                             | I/P     | 6        | gebraucht gekauft |
| Leer-Loga          | Friedenskirche                      |      | Ahrend & Brunzema                                                    | 1961–1964                             | II/P    | 13       | 1997 Renovierung |
| Leer-Loga          | Friedhofskapelle                    |      | Alfred Führer                                                        | 1986                                  | I       | 3        | Truhenorgel |
| Leer-Loga          | St. Marien                          |      | Ahrend & Brunzema                                                    | 1959                                  | III/P   | 26       | 2002 Revision; bis 2016 in der Zorgvlietkerk, Scheveningen |
| Leer-Loga          | Reformierte Kirche                  |      | Ahrend & Brunzema                                                    | 1969                                  | I/P     | 9        | |
| Leer-Loga          | Reformierte Kirche (Gemeindehaus)   |      | Alfred Führer                                                        | 1958                                  | I/p     | 3        | Orgelpositiv |
| Leer-Loga          | Wohnhaus Jürgen Ahrend              |      | Jürgen Ahrend                                                        | 1976                                  | II/p    | 8        | |
| Logabirum          | Logabirumer Kirche                  |      | Jürgen Ahrend                                                        | 1994–1998                             | I/P     | 10       | |
| Marienchor         | St.-Maria-Kirche                    |      | Alfred Führer                                                        | 1953                                  | I/p     | 3        | 1962 wurde das Orgelpositiv erworben und aufgestellt, das vorher in Böhmerwold in Privatbesitz war. |
| Midlum             | Midlumer Kirche                     |      | Hinrich Just Müller                                                  | 1766                                  | I/p     | 9        | 1987–1988 Restaurierung durch Krummhörner Orgelwerkstatt; nahezu vollständig erhalten; Rückpositiv als Attrappe → Orgel |
| Mitling-Mark       | Mitling-Marker Kirche               |      | Brond de Grave Winter                                                | 1859–1860                             | I/P     | 8        | einzige nahezu vollständig erhaltene Orgel de Graves |
| Möhlenwarf         | Möhlenwarfer Kirche                 |      | Johann Reil                                                          | 1968                                  | I/P     | 9        | 1999 Restaurierung durch Winold van der Putten |
| Neermoor           | Altreformierte Kirche               |      | Positive-Organ-London                                                | um 1900                               | I/p/4   | 4        | englische Orgel; ursprünglich in St Alban’s, Blue Bell Hill, Chatham (Kent); 1993–1994 Umbau für Neermoor durch Gerrit Geerds |
| Neermoor           | Reformierte Kirche                  |      | Hinrich Just Müller                                                  | 1796–1798                             | I/p     | 11       | 1994–1995 Restaurierung durch Winold van der Putten/Berend Veger; weitgehend erhalten |
| Neermoorpolder     | Reformierte Kirche                  |      | Paul Ott, Bartelt Immer                                              | 1963, 2002                            | I/P     | 5        | 2002 Erweiterungsumbau des vormaligen Positivs in eine Orgel mit neuem Prinzipal 4′ im Prospekt und selbstständigem Pedal durch Bartelt Immer |
| Nendorp            | Nendorper Kirche                    |      | Alfred Führer                                                        | 1963                                  | I/p     | 5        | Orgelpositiv |
| Neuburg            | Neuburger Kirche                    |      | Friedrich Becker & Sohn                                              | 1883–1884                             | I/P     | 7        | 1994 Restaurierung durch Alfred Führer |
| Nortmoor           | St.-Georg-Kirche                    |      | Hinrich Just Müller                                                  | 1773–1775                             | I/p     | 8        | 1980–1982 Restaurierung durch Alfred Führer; weitgehend erhalten → Orgel |
| Nüttermoor         | Reformierte Kirche                  |      | Johann Gottfried Rohlfs                                              | 1815–1816                             | I/P     | 11       | 1894–1895 Kegelladen-Pedal von Johann Diepenbrock ergänzt; 1994–1995 und 2013 Restaurierungen durch Bartelt Immer; weitgehend erhalten |
| Ockenhausen        | Friedenskirche                      |      | Alfred Führer                                                        | 1970–1972                             | I/p     | 6        | |
| Oldendorp          | Oldendorper Kirche                  |      | Gebr. Rohlfs                                                         | 1870                                  | I/p     | 7        | 1993–1994 Restaurierung durch Regina Stegemann; weitgehend erhalten |
| Oldersum           | Oldersumer Kirche                   |      | Jürgen u. Hendrik Ahrend                                             | 2004/2008/2012                        | II/P    | 18       | 6. Orgelneubau seit dem 15. Jh., ab 2004 in mehreren Bauabschnitten fertiggestellt → Orgel |
| Oldersum           | Katholische Kirche                  |      | Dieter Bensmann                                                      | 1995                                  | I/P     | 9        | im Stil der Spätrenaissance |
| Ostrhauderfehn     | Petrus-Kirche                       |      | Johann Diepenbrock                                                   | 1896                                  | II/P    | 14       | acht Register erhalten |
| Pogum              | Pogumer Kirche                      |      | Johann Adam Berner                                                   | 1758–1759                             | I       | 6        | 1998–1999 Restaurierung durch Martin ter Haseborg; Berners einziger Neubau in Ostfriesland, drei Register erhalten → Orgel |
| Potshausen         | St.-Martin-Kirche                   |      | Alfred Führer                                                        | 1967–1969                             | II/p    | 10       | |
| Remels             | Baptistengemeinde                   |      | Alfred Führer                                                        | 1984                                  | I/P     | 7        | |
| Remels             | Friedhofskapelle                    |      | Alfred Führer                                                        | 1966–1968                             | I/P     | 6        | |
| Remels             | St.-Martin-Kirche                   |      | Johann Friedrich Constabel, Hinrich Just Müller                      | 1733, 1782                            | II/p    | 15       | von Müller eingreifend umgebaut; letzte Orgel in Ostfriesland mit Rückpositiv; 1978–1979 Restaurierung durch Rudolf Janke; weitgehend erhalten → Orgel |
| Rhaude             | Rhauder Kirche                      |      | Johann Friedrich Constabel, Gebr. Hillebrand                         | 1756/1980–1985/1988                   | I/P     | 9        | Prospekt erhalten |
| Rorichum           | Nicolai-Kirche                      |      | Gebr. Rohlfs                                                         | 1867–1869                             | I/p     | 7        | Weitgehend erhalten |
| Stapelmoor         | Stapelmoorer Kirche                 |      | Bartelt Immer/Reinalt Johannes Klein/Claude Jaccard                  | 1994                                  | III/P   | 23       | Replik der Louis-Alexandre Clicquot-Orgel (1734), Prospekt von Eike Schulte (1848) erhalten → Orgel |
| Steenfelde         | Steenfelder Kirche                  |      | Gerd Sieben Janssen, Gebr. Hillebrand                                | 1858–1859, 1984–1986                  | II/P    | 12       | Prospekt erhalten |
| St. Georgiwold     | St. Georgiwolder Kirche             |      | Jehmlich                                                             | 1970er                                | I/p/5   |          | ursprünglich in Duhnen, 2001 Restaurierung und Umdisponierung eines Registers und Überführung nach St. Georgiwold durch Harm Dieder Kirschner |
| Stiekelkamperfehn  | St. Nikolai                         |      | Alfred Führer                                                        | 1958                                  | I/P     | 6        | |
| Tergast            | Tergaster Kirche                    |      | Gerd Sieben Janssen, Winold van der Putten                           | 1840, 2000                            | I/p     | 7        | 1939 aus Neustadtgödens (Ref. Kirche) überführt; 2000 Restaurierung durch Winold van der Putten und größtenteils rekonstruiert |
| Veenhusen          | Veenhuser Kirche                    |      | Johann Gottfried Rohlfs                                              | 1801–1802                             | I/p     | 8        | 1993 Restaurierung durch Bartelt Immer / Reinalt Johannes Klein / Uwe Knaak, 1993; weitgehend erhalten |
| Veenhusen          | Ev.-freikirchliche Gemeinde         |      | Werner Bosch Orgelbau                                                | 1970er                                | I/P     | 5        | 1983 gebraucht erworben, Restaurierung durch Werner Bosch Orgelbau und Erweiterung um einen Subbass 16′ im Pedal |
| Vellage            | Vellager Kirche                     |      | Gebr. Rohlfing                                                       | 1885–1888                             | I/P     | 6        | weitgehend erhalten |
| Völlen             | Peter-und-Paul-Kirche               |      | Wilhelm Eilert Schmid, Gerd Sieben Janssen                           | 1822–1823, 1869                       | I/P     | 10       | 2004 Restaurierung durch Bartelt Immer; weitgehend erhalten |
| Völlenerkönigsfehn | St. Bonifatius                      |      |                                                                      | 1989                                  |         |          | |
| Völlenerkönigsfehn | Christus-Kirche                     |      | Alfred Führer                                                        | 1987–1989                             | I/P     | 6        | |
| Warsingsfehn       | Jacobikirche                        |      | Alfred Führer                                                        | 1956–1958/1961                        | II/P    | 14       | mit Rückpositiv; Hauptwerkgehäuse von Gerd Sieben Janssen, der eine kleine Orgel für Hollen (um 1850, I/p/8) baute, die 1896 nach Warsingsfehn verkauft wurde; 2003–2004 Restaurierung                                                                         |
| Weener             | Erlöserkirche                       |      | Alfred Führer                                                        | 1957–1959                             | II/P    | 23       | |
| Weener             | Organeum                            |      | Ibe Peters Iben                                                      | 1790                                  | I       | 5        | 2007–2008 Restaurierung durch Reinalt Johannes Klein; fast vollständig erhalten; Aufteilung in Bass/Diskant |
| Weener             | Organeum                            |      | Jan Jacob Vool                                                       | um 1800                               | I       | 8        | Restaurierung durch Fritz Schild; fast vollständig erhalten; Aufteilung in Bass/Diskant |
| Weener             | Organeum                            |      | Frans Casper Snitger/Heinrich Hermann Freytag                        | 1792                                  | I       | 5        | Bureaux-Orgel |
| Weener             | Organeum                            |      | Jürgen Ahrend                                                        | 1990                                  | II/P    | 11       | |
| Weener             | Privatbesitz                        |      | Harm Dieder Kirschner                                                | 2005                                  | II/p    | 2        | Wandorgel mit Holzprinzipal |
| Weener             | Evangelisch-reformierte Kirche      |      | Arp Schnitger, Johann Friedrich Wenthin                              | 1709–1710, 1782                       | II/P    | 29       | Restaurierungen 1972–1978 durch Hendrik Jan Vierdag und 1978–1983 durch Jürgen Ahrend; Spätwerk Schnitgers; letzte Orgel in Ostfriesland mit separaten Pedaltürmen; sechs Register von Schnitger erhalten → Orgel der Evangelisch-reformierten Kirche (Weener) |
| Weener             | Evangelisch-reformierte Kirche      |      | Hendrik Jan Vierdag                                                  | 1970                                  | I       | 4        | Truhenorgel; stand zunächst im Pfarrhaus und wurde 1972 in die Kirche gestellt, als die Schnitger-Orgel im Zuge der Restaurierung ausgebaut wurde. → Orgel |
| Weener             | St. Joseph                          |      | Carl Haupt                                                           | 1879                                  | II/P    | 9        | 1975 Restaurierung durch Speith |
| Weenermoor         | Weenermoorer Kirche                 |      | Gebr. Rohlfing                                                       | 1906                                  | II/P    | 10       | pneumatisch; vollständig erhalten |
| Westrhauderfehn    | Hoffnungskirche                     |      | Gerd Sieben Janssen, P. Furtwängler & Hammer, Alfred Führer          | 1852, 1937, 1984–1985                 | II/P    | 24       | 1937 fast Neubau (weitgehend erhalten) hinter altem Prospekt (Gehäusemittelteil von Janssen); 1984–1985 Restaurierung und Umbau durch Alfred Führer |
| Westrhauderfehn    | St. Bonifatius                      |      | Carl Krämer                                                          | 1861                                  | II/P    | 16       | 1977 Restaurierung durch Franz Breil |
| Wymeer             | Reformierte Kirche                  |      | Johann Diepenbrock                                                   | 1888                                  | II/P    | 15       | 1992 Restaurierung durch Alfred Führer; mit mechanischer Kegellade; nahezu vollständig erhalten |